# Jagdhunde (Sternbild)
Die Jagdhunde (lateinisch / fachsprachlich Canes Venatici, abgekürzt CVn) sind ein kleines Sternbild des Nordhimmels, etwas südlich des Großen Wagens.

## Beschreibung

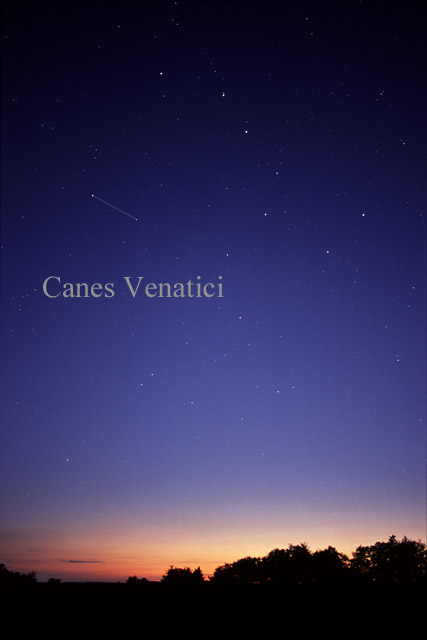
Das Sternbild Jagdhunde, wie es mit bloßem Auge gesehen werden kann

Die Jagdhunde sind ein wenig auffälliges Sternbild unterhalb der Deichsel des Großen Wagens (bzw. unterhalb des Schwanzes des Großen Bären). Sie werden durch drei Sterne gebildet, von denen nur α (Cor Caroli) und β Canum Venaticorum relativ hell sind. Cor Caroli hat eine scheinbare Helligkeit von 2,90m.
Öfter genannt wird das Sternbild nur wegen mehrerer Galaxien und eines Kugelsternhaufens, die in den Messierkatalog aufgenommen wurden.

## Geschichte
Die Jagdhunde waren in der Antike kein eigenes Sternbild, sondern wurden dem Großen Bären zugerechnet. Auf alten Abbildungen werden die Sterne α und β als die Jagdhunde Chara (Freude) und Asterion (der Sternreiche) des Bärenhüters dargestellt.
Als eigenständiges Sternbild wurden sie erst 1690 durch den Himmelsatlas von Johannes Hevelius eingeführt.
Der hellste Stern, α Canum Venaticorum, trägt die Bezeichnung Cor Caroli (lat. Herz des Karl) und soll an die englischen Könige Karl I. und Karl II. erinnern. Zum Ursprung des Namens existieren zwei Versionen:
Karl I. wurde im Jahre 1649 hingerichtet. Als sein Sohn Karl II. 1660 den Thron bestieg und damit die Dynastie der Stuarts fortsetzte, soll der Stern nach Aussage des Hofphysikers Sir Charles Scarborough besonders hell geleuchtet haben. Der englische Kartograf Francis Lamb stellte den Stern 1673 in einer Sternkarte als gekröntes Herz dar und nannte ihn Cor Caroli Regis Martyris.
Hofastronom Edmond Halley ehrte nach einer anderen Quelle Karl II. anlässlich der Eröffnung der Sternwarte Greenwich, die im Jahre 1675 stattfand.

## Himmelsobjekte

Animation des Sternenhimmels im Umfeld der Jagdhunde mit zunehmender Sternenzahl (entsprechend besseren Sichtverhältnissen).

### Sterne
| B   | F  | Namen o. andere Bezeichnungen | Vmag        | Lj  | Spektralklasse |
| --- | -- | ----------------------------- | ----------- | --- | -------------- |
| α   | 12 | Cor Caroli                    | 2,89        | 110 | A0 + F0        |
| β   | 8  | Asterion, Chara               | 4,26        | 27  | G0             |
| 400 |    | La Superba, Y                 | 4,6 bis 6,3 | 710 | C7             |
| 400 | 24 |                               | 4,70        |     |                |
| 400 | 20 |                               | 4,73        |     |                |
| 400 | 5  |                               | 4,80        |     |                |
| 400 | 25 |                               | 4,82        |     | A7 + F0        |
| 400 | 6  |                               | 5,02        |     |                |
| 400 | 21 | BK                            | 5,15        |     |                |
| 400 | 14 |                               | 5,25        |     |                |
| 400 | 3  |                               | 5,29        |     |                |
| 400 | 23 |                               | 5,60        |     |                |
| 400 | 2  |                               | 5,66        |     |                |
| 400 | 19 |                               | 5,79        |     |                |

Beta Canum Venaticorum, auch Chara genannt, besitzt eine scheinbare Helligkeit von 4,26 mag. Er ist nur 27 Lichtjahre entfernt und gehört der Spektralklasse G0 an.

### Doppelsterne
| Objekt | Vmag        | Abstand |
| ------ | ----------- | ------- |
| α      | 2,89/5,61   | 19,4"   |
| 17     | 5,9/6,2/6,3 | 79/278" |
| 25     | 5,0/6,9     | 1,8"    |

Cor Caroli ist schon im Feldstecher als Doppelstern zu erkennen. Sein Begleiter mit 5,61 mag Helligkeit steht in 19,4 Bogensekunden Abstand.
Der Hauptstern α2 CVn ist selbst ein Doppelstern mit einem Begleiter, der ihn in 5,47 Tagen umkreist. Wegen der 120 Lichtjahre Distanz haben die Sterne allerdings einen so kleinen Winkelabstand, dass sie auch mit großen Teleskopen nicht trennbar sind. Nur ihr Spektrum zeigt periodische Veränderungen. Derartige Systeme werden als spektroskopische Doppelsterne bezeichnet.
Mit den Umläufen verbunden ist eine Veränderung des Magnetfeldes und der Helligkeit zwischen 2,84 mag und 2,98 mag. α2 CVn ist der Namensgeber einer Gruppe von veränderlichen Sternen, den Alpha-2-Canum-Venaticorum-Veränderlichen, deren charakteristisches Merkmal starke Magnetfeldschwankungen sind.
Der Stern α1 CVn ist ebenfalls ein spektroskopischer Doppelstern.
17 CVn ist ein Dreifachstern in 400 Lichtjahren Entfernung. Es besteht aus drei gleich großen Sternen mit den Helligkeiten 5,9 bis 6,3 und den Spektralklassen F0, B9 und B7. Das System kann bereits mit einem kleineren Teleskop in Einzelsterne aufgelöst werden.
25 CVn ist 200 Lichtjahre entfernt. Die beiden Komponenten sind 5,0 und 6,9 mag hell und gehören den Spektralklassen A7 bzw. F0 an.

### Veränderliche Sterne
| Objekt | Vmag          | Periode      | Typ                               |
| ------ | ------------- | ------------ | --------------------------------- |
| α2     | 2,84 bis 2,98 | 5,47 Tage    | Alpha-2-Canum – Venaticorum-Stern |
| Y      | 5,5 bis 6,0   | ca. 157 Tage | halbregelmäßig Veränderlicher     |

Y CVn (auch als La Superba bezeichnet) ist ein halbregelmäßig veränderlicher Stern, dessen Helligkeit sich mit einer Periode von etwa 157 Tagen zwischen 5,5 mag und 6,0 mag ändert. Er gehört der Spektralklasse C6 an und ist ein rötlicher Stern mit einem hohen Gehalt an Kohlenstoff in der äußeren Hülle.

### Messier- und NGC-Objekte
| Messier (M) | NGC     | sonstige | Vmag | Typ              | Name                 |
| ----------- | ------- | -------- | ---- | ---------------- | -------------------- |
| 3           | 5272    |          | 6,5  | Kugelsternhaufen |                      |
| 51          | 5194    |          | 8,5  | Galaxie          | Whirlpool-Galaxie    |
| 63          | 5055    |          | 9,0  | Galaxie          | Sonnenblumen-Galaxie |
| 94          | 4736    |          | 8,5  | Galaxie          |                      |
| 106         | 4258    |          | 8,5  | Galaxie          |                      |
|             | 4244    |          | 10,5 | Galaxie          |                      |
|             | 4449    |          | 9,5  | Galaxie          |                      |
|             | 4490    |          | 10   | Galaxie          |                      |
|             | 4631    |          | 9    | Galaxie          | Heringsnebel         |
|             | 4656/57 |          | 10,1 | Galaxie          |                      |
|             | 5033    |          | 10,0 | Galaxie          | Wasserkäfer-Galaxie  |
|             | 5195    |          | 10   | Galaxie          |                      |

In den Jagdhunden befindet sich eine Reihe von interessanten nebligen Objekten. Einen Kugelsternhaufen und vier Galaxien nahm der französische Astronom und „Kometenjäger“ Charles Messier um 1780 in seinen Katalog nebliger Objekte (Messierkatalog) auf.
Messier 3 ist ein Kugelsternhaufen in etwa 30.000 Lichtjahren Entfernung, der aus über 100.000 Sternen besteht. Im Fernglas erscheint er als runder nebliger Fleck. Der Sternhaufen ist ziemlich kompakt und kann erst in einem größeren Teleskop in Einzelsterne (ab 11 mag) aufgelöst werden.
Unterhalb des ersten Deichselsternes des Großen Wagen findet man Messier 51, eine große Spiralgalaxie in etwa 30 Mio. Lichtjahren Entfernung, die auch den Namen Whirlpool-Galaxie oder Strudel-Galaxie trägt. Der Name rührt daher, dass man in größeren Teleskopen oder auf langbelichteten Fotografien wunderbare Spiralstrukturen erkennen kann, die an einen Strudel erinnern. Im Fernglas oder kleinen Teleskop sind sie allerdings nicht erkennbar; die Galaxie erscheint als nebliger Fleck. Am Ende eines Spiralarms  findet man NGC 5195, eine kleinere Begleitgalaxie (s. u.).
Messier 63 ist eine Spiralgalaxie in 30 Mio. Lichtjahren Entfernung. Im Fernglas oder mittlerem Teleskop sind keine Strukturen erkennbar.
Messier 94 ist eine Spiralgalaxie in 20 Mio. Lichtjahren Entfernung. Im kleineren Teleskop erscheint sie als runder Fleck, im größeren ist ein sehr helles Zentrum sichtbar.
Messier 106 ist eine Spiralgalaxie in 30 Mio. Lichtjahren Entfernung. Im Fernglas und im kleineren Teleskop erscheint sie als länglicher Fleck. Im größeren Teleskop werden Ansätze von Spiralarmen und Staubwolken erkennbar. M 106 wurde übrigens nicht von Charles Messier beobachtet, sondern erst nachträglich in den Katalog aufgenommen.
NGC 4244 ist eine relativ lichtschwache Galaxie in 20 Mio. Lichtjahren Entfernung.
NGC 4449 ist eine unregelmäßig geformte, irreguläre Galaxie in 16 Mio. Lichtjahren Entfernung. Sie sieht im Teleskop fast rechteckig aus. Im größeren Teleskop werden Staubstrukturen sichtbar.
NGC 4490 ist eine Spiralgalaxie in 40 Mio. Lichtjahren Entfernung. Im Teleskop erscheint sie länglich ausgedehnt. In 3–4 Bogenminuten Abstand steht die kleinere Begleitgalaxie NGC 4485. Die beiden Galaxien stehen in Wechselwirkung und sind durch eine Materiebrücke verbunden; diese ist allerdings nur auf langbelichteten Aufnahmen zu sehen.
NGC 4631 ist eine längliche Spiralgalaxie in 25 Mio. Lichtjahren Entfernung, die wegen ihrer Form auch Heringsnebel genannt wird. In größeren Teleskopen sind helle Strukturen zu erkennen.
NGC 4656/57 ist eine Galaxie in 35 Mio. Lichtjahren Entfernung, die in Wechselwirkung mit NGC 4631 steht. Sie ist ziemlich lichtschwach und erst in mittleren Teleskopen zu erkennen.
NGC 5195 ist die kleinere Begleitgalaxie von Messier 51. Beide Galaxien sind durch eine Materiebrücke miteinander verbunden. Durch die Gravitationswirkung der großen Galaxie wurde NGC 5195 irregulär verformt. Im Teleskop erscheint sie als Anhängsel von M51. Bei städtisch aufgehelltem Himmel sieht man nur die Galaxienkerne, aber fast gleich hell.
Einige der oben genannten Galaxien gehören zu den Galaxiengruppen Canes-Venatici-I-Gruppe und Canes-Venatici-II-Gruppe, die nach diesem Sternbild benannt sind. Die Gruppen sind unserer Lokalen Gruppe benachbart.